# Kępno
Kępno là một thị trấn thuộc huyện Kępiński, tỉnh Wielkopolskie ở trung-tây Ba Lan. Thị trấn có diện tích 8 km². Đến ngày 1 tháng 1 năm 2011, dân số của thị trấn là 14682 người và mật độ 1885 người/km².